# A Long Island
Albums de Jean-Jacques Debout
Best-of 1996 Bourlingueur des étoiles
A Long Island est un album de Jean-Jacques Debout paru le 30 novembre 1997 chez Best Kid Music.

## Liste des chansons
1. A Long Island
2. Salsa de la Havanne
3. J'écrivais son prénom
4. Vous ne saurez jamais
5. Commandant Charcot
6. A vingt ans en 1800
7. Il était Oscar Wilde
8. T'aimer à en mourir
9. Sur le pont de Sandy-Ground
10. Dans la maison des revenants
11. Entre terre et mer
12. Elle était instituteur

## Crédits
- Paroles et musique : Jean-Jacques Debout
  - Sauf A Vingt Ans En 1900 Paroles : Roger Dumas & J.-J. Debout, Musique : J.-J. Debout